# 陳德 (清朝)
陳德（18世纪—1803年4月15日），又名陳岳，祖籍河南泰縣。清朝刺客。
父陳莊投山東青州海防同知、鑲黃旗人松年門下為奴。陳德曾在內務府當差，輾轉在五戶人家當雜役，後來是城北方家胡同孟明家的一名廚師，經常出入宮門，對紫禁城非常熟悉。嘉慶六年（1801年）陳德的老婆不幸病故，岳母癱瘓在床。嘉慶八年（1803年）二月二十五日，陳德因喝酒鬧事，被孟明辭退。

## 神武门刺杀事件
嘉慶八年（1803年）閏二月二十日，陳德在紫禁城門口試圖行刺嘉慶帝，當時神武門的侍衛見狀竟呆若木雞，無人敢救駕，唯有六位大臣上前護駕，定亲王绵恩出面攔阻，固倫額駙拉旺多爾濟（乾隆帝第七女、嘉庆帝同母姊固伦和静公主之夫）撲上前去抱緊陳德，御前侍衛扎克塔爾、珠爾杭阿、桑吉斯塔尔和乾清門侍衛丹巴多爾濟也向刺客撲去，丹巴多爾濟被砍三刀，最後刺客束手就擒。

## 案件处理
刺客就擒，嘉慶帝命诸王大臣和六部九卿会审，但陳德只说：“若事成，则公等所坐之处，即我坐处也。”閏二月二十四日己丑（1803年4月15日）嘉慶帝在查辦後下旨，將陳德在菜市口法场被凌遲處死，其二子15歲陳祿兒和13歲陳對兒被絞死以斬草除根，而其餘被牽連入獄之人立刻無罪釋放。同時追究了此事件的責任，神武門護軍統領阿哈保與貞順門護軍副統領苏冲阿被罷黜，京城侍衛統領革職發配熱河。嘉庆帝亦下旨，赏救驾有功的定亲王绵恩和额驸拉旺多尔济御用补褂，绵恩之子奕绍封为固山贝子，拉旺多尔济之子巴彦济尔噶勒封为奉恩辅国公；封御前侍卫扎克塔尔为世袭三等男，珠尔杭阿、桑吉斯塔尔为世袭骑都尉，珠尔杭阿加授镶蓝旗满洲副都统；晋封乾清门侍卫喀喇沁公丹巴多尔济为多罗贝勒、御前行走。

## 文內注釋
1. ↑  《朝鮮王朝實錄》：「又以急變之際, 百餘侍衛, 皆袖手旁觀, 降旨切責。」
2. ↑  《清實錄·嘉慶朝實錄》（《清仁宗實錄》）卷一百零九
3. ↑  《清史稿》